# Marcel Bossi
Marcel Bossi (* 14. Januar 1960 in Luxemburg) ist ein ehemaliger luxemburgischer Fußballspieler.

## Karriere

### Verein
Bossi spielte zwischen 1977 und 1989 für FC Progrès Niederkorn, mit dem er in dieser Zeit zwei luxemburgische Meisterschaften gewann und einmal Pokalsieger wurde. Von 1989 bis 1992 war er für Jeunesse Esch im Einsatz, gewann dort aber keinen Titel. 
Er bestritt für beide Vereine insgesamt vier Spiele im Europapokal der Landesmeister, zwei Spiele im Europapokal der Pokalsieger und sechs Spiele im UEFA-Cup.
1992 kehrte er zum FC Progrès zurück, wo er 1994 seine aktive Laufbahn beendete.

### Nationalmannschaft
Sein erstes Spiel für die luxemburgische Nationalmannschaft bestritt Bossi am 10. September 1980 bei der 0:5-Niederlage im WM-Qualifikationsspiel gegen Jugoslawien.
Seinen letzten Einsatz hatte er am 27. Oktober 1993 im WM-Qualifikationsspiel gegen Ungarn in Budapest, das mit einer 0:1-Niederlage der Luxemburger endete.
Insgesamt absolvierte er 63 Länderspiele (51 für den FC Progrès, 12 für Jeunesse), in denen er ohne Torerfolg blieb. Er trug zweimal die Kapitänsbinde der Luxemburger Auswahl.

## Erfolge
- Luxemburgischer Meister: 1978 und 1981
- Luxemburgischer Pokalsieger: 1978

## Privates
Marcel Bossi ist der Bruder des früheren Nationalspielers Henri Bossi.